# ويليام أ. ريان
ويليام أ. ريان هو نقابي وسياسي أمريكي، ولد في 2 مايو 1919 في مورغانتاون في الولايات المتحدة، وتوفي في 9 أكتوبر 2001 في هولت (ميشيغان) في الولايات المتحدة. نشط حزبياً في الحزب الديمقراطي. وقد انتخب عضو مجلس نواب ميشيغان ‏.